# 李千户乡
李千户乡是中国辽宁省铁岭市铁岭县下辖的一个乡。

## 行政区划
李千户乡下辖崔山屯村、小会试屯村、车夫屯村、大靠山村、李千户村、利民村、上未台冲村、大会试屯村、腰未村、朴起屯村、金家沟村、岭西台村、马侍郎桥村、辅民屯村、望宝村、柴家堡子村、康庄村、东催村、张楼村、花豹村、黄庄村、小屯村、营盘村、白梨村、三道村、西催村。